# Унтеррайт
Унтеррайт (нем. Unterreit) — община в Германии, в земле Бавария. 
Подчиняется административному округу Верхняя Бавария. Входит в состав района Мюльдорф-на-Инне. Подчиняется управлению Гарс ам Ин.  Население составляет 1705 человек (на 31 декабря 2010 года). Занимает площадь 32,20 км².